# オフィスクライン
株式会社オフィスクライン（英: officeKLEIN）は、テレビ番組を通じてバラエティ番組やスポーツ番組を制作するプロダクション会社である。

## 概略
- トラストクリエイションの役員だった加茂忠夫が独立し、2007年に設立。主に日本テレビのプロ野球中継や、吉本興業が制作している番組等にかかわることが多い。

## 主な制作・スタッフ派遣番組

### 現在
レギュラー番組
- Dramatic Game 1844（日本テレビ）
- おはスタ645（テレビ東京）
- プレバト!!（MBSテレビ）
- ジャルッと!爆ハリ（千葉テレビ）
- ワラッチャオ!（NHKBSプレミアム）
- ブラマヨ談話室〜ニッポン、どうかしてるぜ!〜（BSフジ）
- 霜降りバラエティ (テレビ朝日)
- そんなコト考えた事なかったクイズ!トリニクって何の肉!? (朝日放送テレビ)

スペシャル番組
- ジャイアンツタイムマシーン（日テレジータス）

### 過去
レギュラー番組
- ド短期ツメコミ教育!豪腕!コーチング!!（テレビ東京）
- 撮りッたがり決死隊 トッターマンDS（テレビ東京）
- 本番で〜す!（テレビ東京）
- 新・親子で学ぼう!サッカーアカデミー（BS日テレ）
- ドッカ〜ン!（TBS）
- ヤレデキ!世界大挑戦（TBS）
- オビラジR（TBS）
- 20マウス（TBS）
- ひみつの嵐ちゃん!（TBS）
- 地球調査船アメディゾン（テレビ東京）
- ピラメキーノ（テレビ東京）
- グッと!地球便（読売テレビ）
- はじめての一枚（読売テレビ）
- 鬼のワラ塾（テレビ朝日）
- 笑う妖精（テレビ朝日）
- チェンジ3 (テレビ朝日)
- DO YOU?サタデー (BSフジ)
- ※注 芸人調べ (テレビ朝日)

スペシャル番組
- すくいず!『いきなりプレゼント GET OR LOST』（テレビ朝日）
- 歌って笑って大騒ぎ!!お笑い芸人家族対抗マジ歌合戦!（関西テレビ）